# Дуплиська
Ду́плиська — село в Україні, у Заліщицькій міській громаді Чортківського району Тернопільської області. Розташоване на річці Тупа, у центрі району. До 2020 року адміністративний центр Дуплиської  сільської ради.
Населення — 298 осіб (2001).

## Історія
Поблизу села виявлено археологічні пам'ятки трипільської та голіградської культур. Трипільське поселення розташоване на другій надзаплавній терасі ріки Дуплі, яка має круті схили, в урочищі Спас. В 1967 році розвідку провів Юрій Малєєв.
Перша писемна згадка — 1578.
Діяли товариство «Просвіта», «Сільський господар», «Січ», «Луг», «Союз українок».
12 червня 2020 року, відповідно до розпорядження Кабінету Міністрів України № 724-р «Про визначення адміністративних центрів та затвердження територій територіальних громад Тернопільської області» увійшло до складу Заліщицької міської громади.
19 липня 2020 року, в результаті адміністративно-територіальної реформи та ліквідації Заліщицького району, увійшло до складу новоутвореного Чортківського району.

## Пам'ятки
Є церква Різдва Христового (1896; мурована), костел (1869; мурована).

### Каплиця Матері Божої
Пам'ятка архітектури місцевого значення. Розташована в західній частині села.
Збудована 1870 року за кошти місцевих жителів (землю виділила родина Ключишиних).
У 1939 році зруйнована радянською владою. У 2006 році відновлена на тому ж місці.

## Пам'ятники
Споруджено пам'ятники:
- воїнам-односельцям, полеглим у німецько-радянській війні (1989),
- Тарасу Шевченку (1992).

Встановлено пам'ятний хрест на честь скасування панщини в Австрійській імперії.
Пам'ятник Т. Шевченку
Щойновиявлена пам'ятка монументального мистецтва.
Встановлений 1992 р. Робота самодіяльних майстрів.
Скульптура — бетон, постамент — камінь.
Скульптура — 1,8 м, постамент — 3 м.

## Соціальна сфера
Загальноосвітня школа І ступеня (не діюча);
Будинок культури;
Бібліотека.

## Відомі люди
У Дуплиську народилися:
- Григорій Савчинський (дід Соломії Крушельницької) - священик УГКЦ, літератор
- Яків (Тимчук) — церковний діяч, василіянин, підпільний єпископ Станиславівської єпархії УГКЦ.

## Галерея

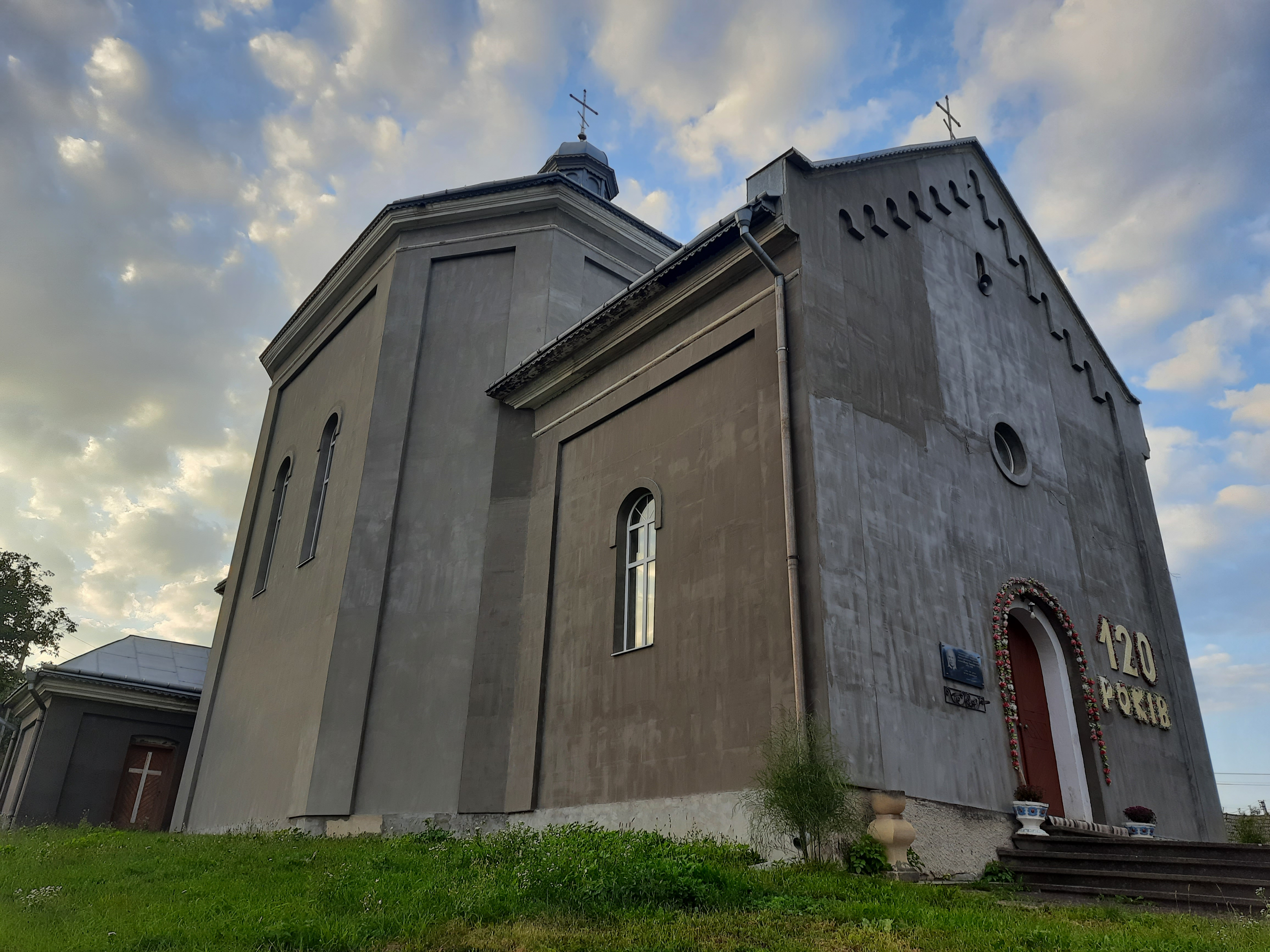
Церква Різдва Пресвятої Богородиці (1896; відновлена 1989)
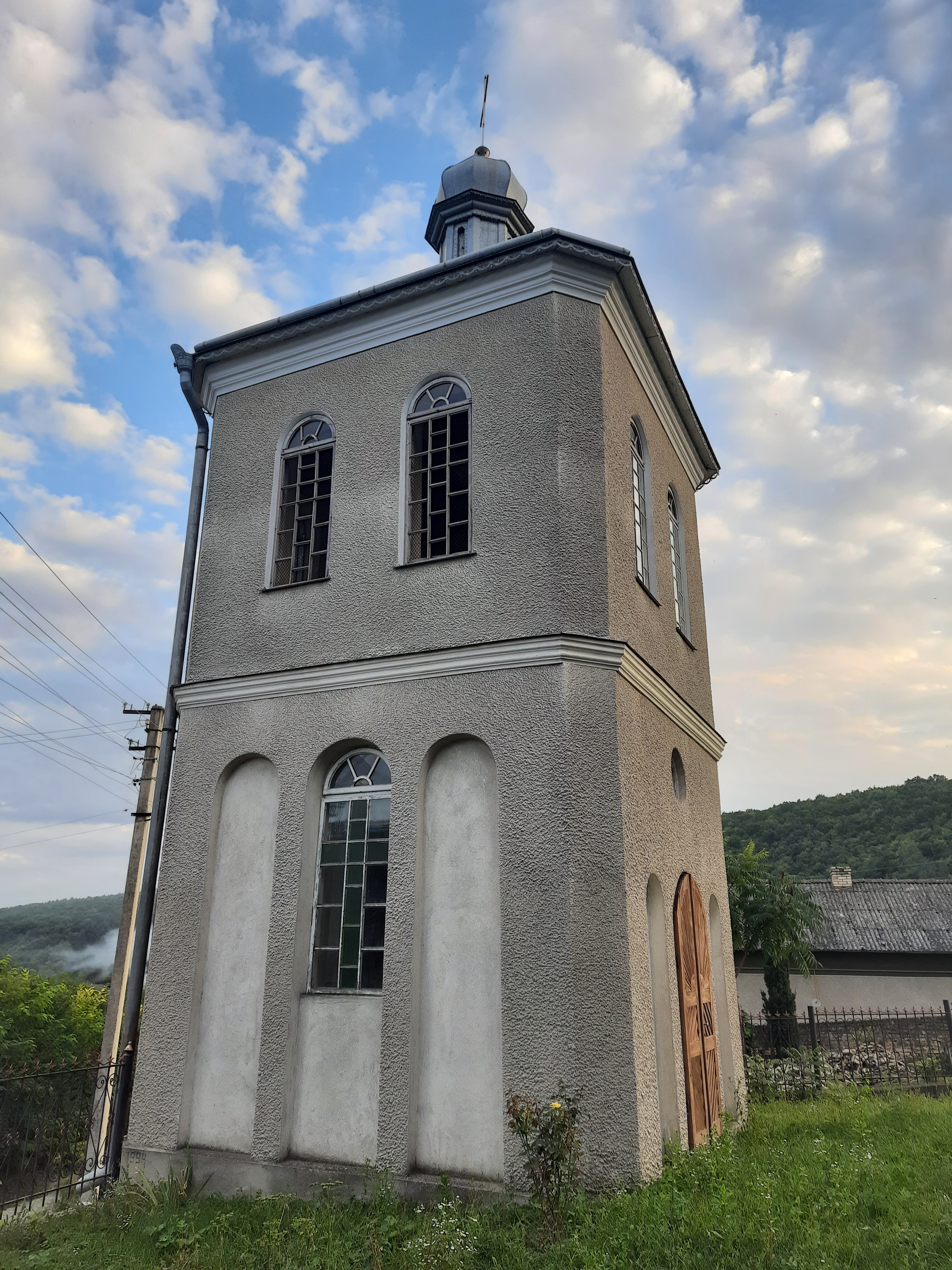
Дзвіниця
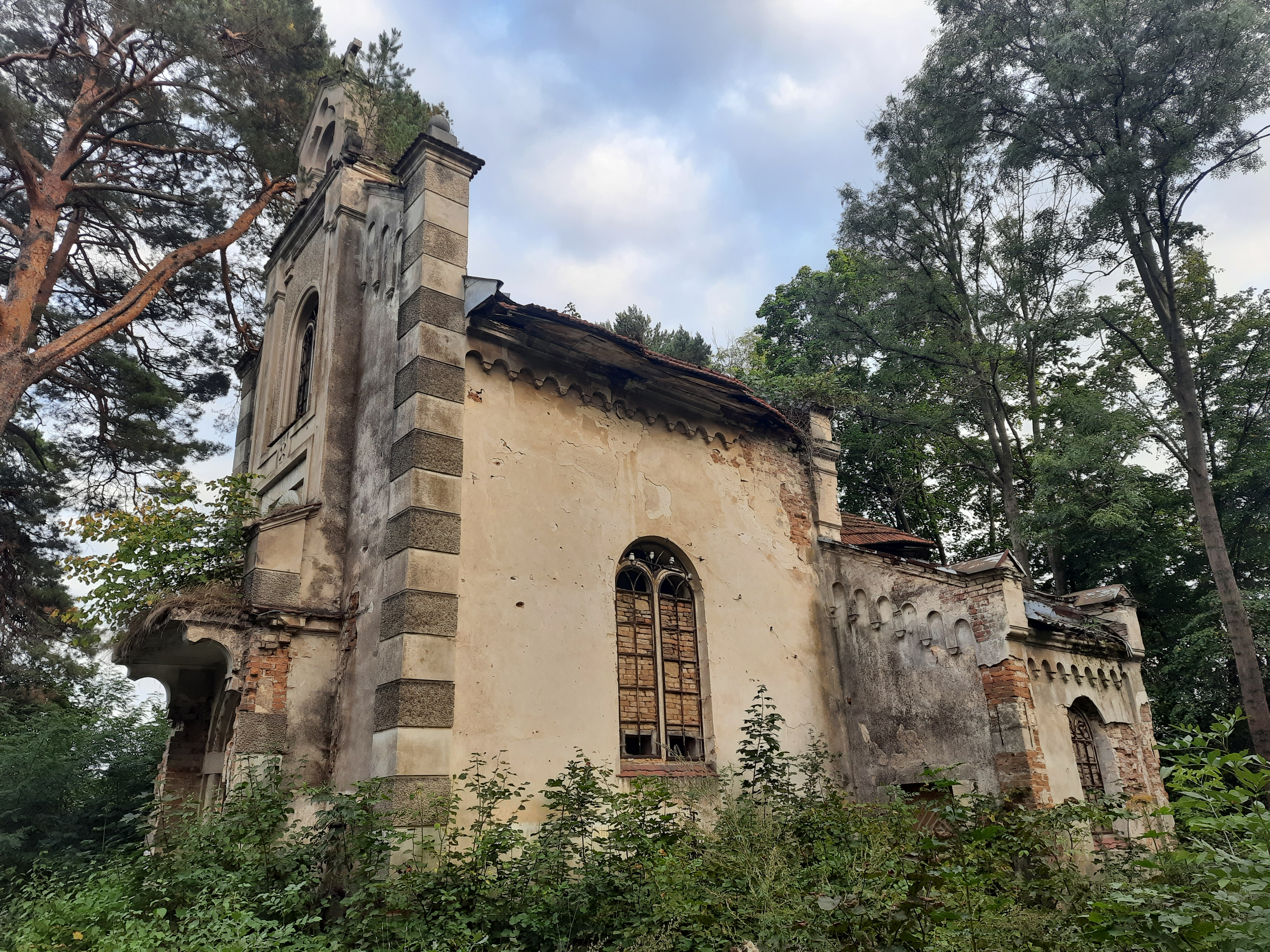
Костел
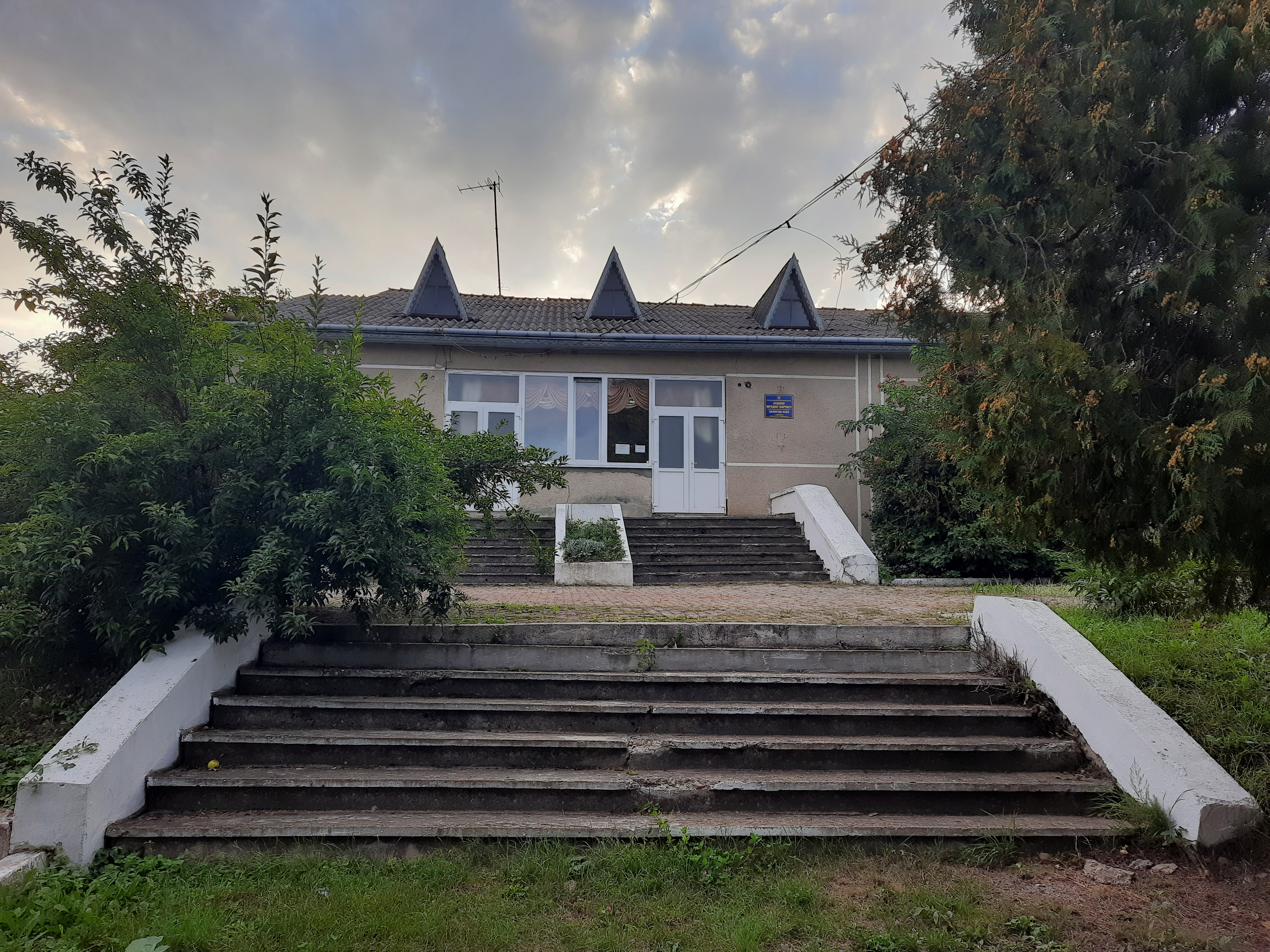
Клуб
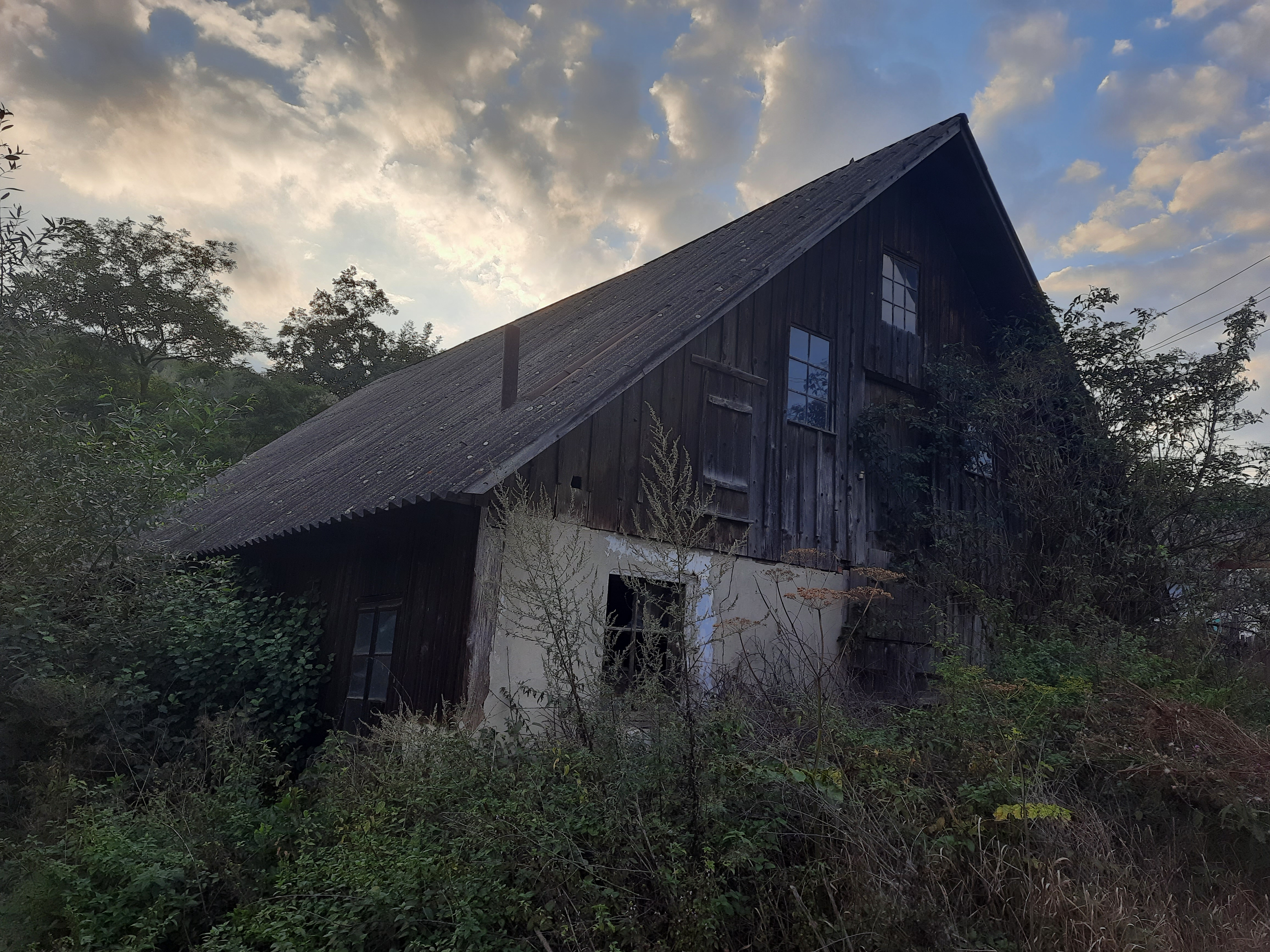
Старий млин